# Анапский маяк
Анапский маяк — маяк, расположенный в Анапе, Россия, на берегу Чёрного моря, улица Крепостная, 2/3.

## История
Был заложен 14 июля 1898 года на Анапском мысе. Строительством комплекса, длившимся десять лет, руководил младший инженер-строитель Евстигнеев. 20 октября 1909 года состоялось открытие маяка. Этот день считается датой начала работы маяка.
Во время Великой Отечественной войны Анапа была захвачена нацистами, которые при отступлении маяк разрушили.
Восстановление маяка началось в 1955 году. В настоящее время он имеет восьмигранную башню (высота огня: 21 метр) с тремя чёрными горизонтальными полосами. Высота центрального огня над уровнем моря — 45 метров. Свет огня — красный, группопроблесковый; дальность действия — 18,5 миль.
Рабочий цикл: 3 сек свет — 2 сек пауза — 3 сек свет — 5 сек пауза.
Является достопримечательностью города.